# Municipio de Theresa
El municipio de Theresa (en inglés: Theresa Township) es un municipio ubicado en el condado de Beadle en el estado estadounidense de Dakota del Sur. En el año 2010 tenía una población de 273 habitantes y una densidad poblacional de 3,11 personas por km².

## Geografía
El municipio de Theresa se encuentra ubicado en las coordenadas 44°24′59″N 98°16′43″O / 44.41639, -98.27861. Según la Oficina del Censo de los Estados Unidos, el municipio tiene una superficie total de 87.81 km², de la cual 87,81 km² corresponden a tierra firme y (0 %) 0 km² es agua.

## Demografía
Según el censo de 2010, había 273 personas residiendo en el municipio de Theresa. La densidad de población era de 3,11 hab./km². De los 273 habitantes, el municipio de Theresa estaba compuesto por el 97,44 % blancos, el 0,37 % eran amerindios, el 2,2 % eran asiáticos. Del total de la población el 0 % eran hispanos o latinos de cualquier raza.